# Cambridge United Football Club
El Cambridge United Football Club, conocido como Cambridge United o simplemente United, es un club de fútbol británico, de la ciudad de Cambridge. Actualmente compiten en la Football League Two.  
El club fue fundado en 1912 bajo el nombre de Abbey United. El equipo adoptó el nombre de Cambridge United en 1951. Su primera competición en Football League  fue en 1970. En la Football League Two disputó 35 temporadas hasta que descendió en 2005.

## Palmarés

### Torneos nacionales
- Football League One (4): 1991,1992,1993,1994
- Football League Two (1): 1977

- Southern Football League (2): 1968-69, 1969-70
- FA Trophy (3): 2013-14,1983,1976